# Penny Arcade (Spielhaus)

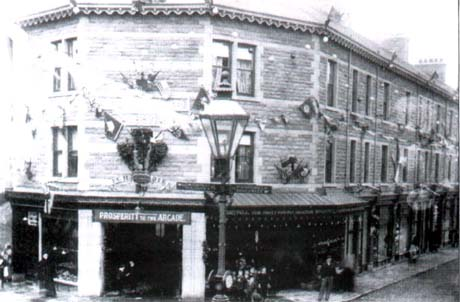
Tricket’s Arcade, 1900

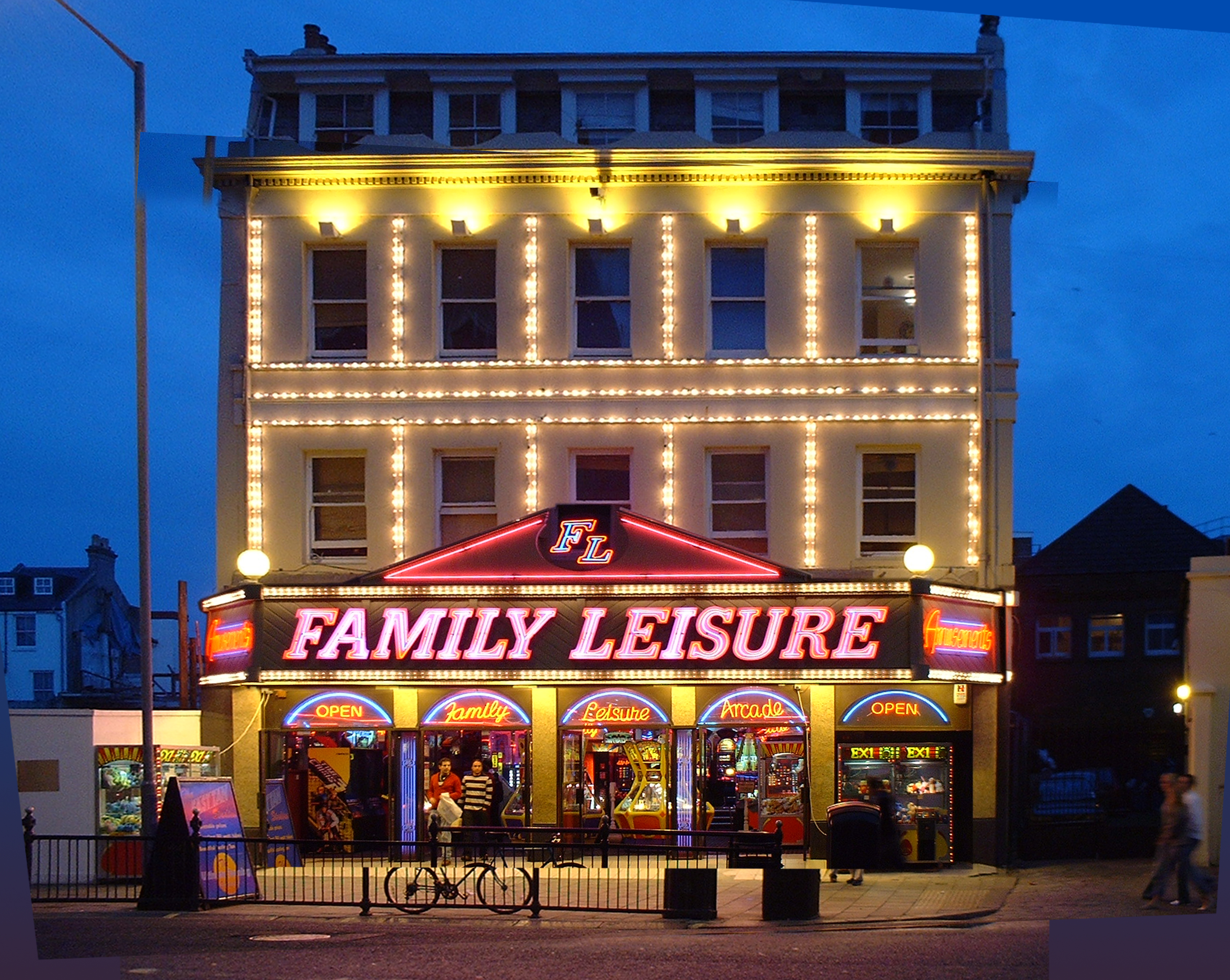
Family Leisure, East Sussex, 2003

Der Begriff Penny Arcade bezeichnet öffentliche Spielhallen in den USA mit Spielautomaten, die gegen wenig Geld von jedermann gespielt werden konnten. Erste Spielhäuser dieser Art entstanden bereits im späten 19. Jahrhundert, doch setzte ihre Popularität erst in den 1930er-Jahren in der Zeit der Weltwirtschaftskrise ein.
Der Name erklärt sich aus den niedrigen Preisen für die Spiele (Penny) sowie der Tatsache, dass sich die Läden in der Regel in den im Arkaden-Stil gebauten Einkaufspassagen befanden. In der Frühzeit waren Penny Arcades noch mit einfachen mechanischen oder elektromechanischen Spielgeräten ausgestattet. In den 1970er-Jahren kamen dann noch die Computerspiele hinzu, die man deshalb heute als Arcade-Spiele bezeichnet.
Besonders beliebt waren Penny Arcades zunächst vor allem in New York und New Jersey. Mit dem Aufkommen der Computerspiele lag das Zentrum der Popularität besonders in Kalifornien.